# Liljeborgia pallida
Liljeborgia pallida is een vlokreeftensoort uit de familie van de Liljeborgiidae. De wetenschappelijke naam van de soort is voor het eerst geldig gepubliceerd in 1857 door Charles Spence Bate.